# Un coin de ciel bleu (bande dessinée)
Cet article concerne une bande dessinée. Pour un film, voir Un coin de ciel bleu (film).
Un coin de ciel bleu est une série de bande dessinée humoristique.

## Auteurs
- Scénario : Nicolas Jarry
- Dessin : Paolo Deplano
- Couleurs : Silvia Fabris

## Synopsis
- Tome 1:

Un couple de Parisiens, Lou et Éric, et leur petite fille, Annaëlle, quittent la capitale pour emménager à la campagne pour la toute première fois. La famille réalise ainsi son rêve d'une existence paisible au milieu des fleurs et des coccinelles. Mais vivre à la campagne n'est pas si évident, à commencer par le voisinage qui ne voit pas d'un très bon œil l'arrivée des "parigots"...
- Tome 2 :

La famille a fini par s'acclimater à sa nouvelle existence loin de Paris, au milieu des champs, et en compagnie de son cochon Elvis. Chacun se laisse aller au gré de ce rythme de vie si particulier. La petite Annaëlle parle aux escargots ; Éric se laisse tenter par une nuit en pleine forêt. Seule Lou semble s'affairer, quitte à parfois trop s'angoisser. Effectivement, vivre à la campagne n'est pas forcément de tout repos.

## Albums
1. L'Odeur du foin… (2010)
2. Le Bruit de pas dans la neige (2011)

## Éditeur
- Delcourt (Collection Humour de rire) : Tome 1 à 2